# Сан-Поло-дел-Кавальери
Сан-Поло-деи-Кавальери (итал. San Polo dei Cavalieri) — коммуна в Италии, располагается в регионе Лацио, подчиняется административному центру Рим.
Население составляет 2310 человек, плотность населения составляет 55 чел./км². Занимает площадь 42 км². Почтовый индекс — 010. Телефонный код — 0774.
Покровителем коммуны почитается святитель Николай Мирликийский, чудотворец, празднование 6 декабря.